# Pokrzywno (Grande-Pologne)
Pour les articles homonymes, voir Pokrzywno.
Pokrzywno (prononciation : [pɔˈkʂɨvnɔ]) est un  village polonais de la gmina de Trzcianka dans le powiat de Czarnków-Trzcianka de la voïvodie de Grande-Pologne dans le centre-ouest de la Pologne.
Il se situe à environ 9 kilomètres au nord-est de Trzcianka (siège de la gmina), à 25 kilomètres au nord de Czarnków (siège du powiat), et à 84 kilomètres au nord de Poznań (capitale de la Grande-Pologne).

## Histoire
De 1975 à 1998, le village faisait partie du territoire de la voïvodie de Piła.

Depuis 1999, Pokrzywno est situé dans la voïvodie de Grande-Pologne.
Le village possède une population de 220 habitants en 2006.